# Beffroi de Thionville
Le beffroi de Thionville est un édifice de la commune française de Thionville, dans le département de la Moselle.

## Histoire
Il est partiellement inscrit aux monuments historiques depuis le 27 mai 1980.
La charte de franchise accordée par les comtes de Luxembourg aux bourgeois de Thionville en 1239 autorise ces derniers à construire une enceinte avec une tour de guet où se trouve un guetteur (mentionné dès 1315). Au XIVe siècle, construction d’un premier beffroi, symbole des libertés communales. Il s’agit alors d’un ensemble composé d’une tour (beffroi à proprement parler) et d’un bâtiment communal annexe, sur la rue de l’ancien Hôtel de ville, abritant entre autres une salle d’audience et un hôpital pour les pauvres (qui déménage au cours du XVIe siècle dans l’actuelle rue de l’Ancien-Hôpital mais dont subsiste jusqu’en 1836, au rez-de-chaussée, la chapelle Sainte-Élisabeth, chapelle de la confrérie du Rosaire). La tour abritait la grosse cloche de la ville (mentionnée dès 1363 mais maintes fois refondue). La tour actuelle, abritant en hauteur trois salles voûtées d’ogives (restaurées), est reconstruite dans la 1e moitié du XVIe siècle, à l'époque où Charles Quint commande d’importants travaux de fortification (elle est nettement visible sur le plan de Jacques de Deventer vers 1565).
En 1699, la ville fait refaire la partie supérieure de la tour (niveau de l’horloge surmonté d'une haute toiture à l’impériale). En 1708, installation dans le grand bâtiment adjacent, sur la rue de l’Ancien-Hôtel-de-Ville, de la mairie (qui y demeure jusqu’à son déménagement au début du XIXe siècle dans l’ancien palais du gouverneur puis en 1900 dans l’ancien couvent des Clarisses). Ce bâtiment de la rue de l’Ancien-Hôtel-de-Ville est reconstruit en 1836 en style néoclassique. Une fontaine à bras en fonte est installée au pied du beffroi en 1831. L’actuelle horloge publique a été réalisée en 1859 par le Strasbourgeois Schwilgue. La tour, partiellement atteinte par les bombardements du siège de 1870, possède encore l’essentiel de sa charpente de 1699 et des cloches de 1656, 1689, 1746 et 1844.

## Galerie photographique

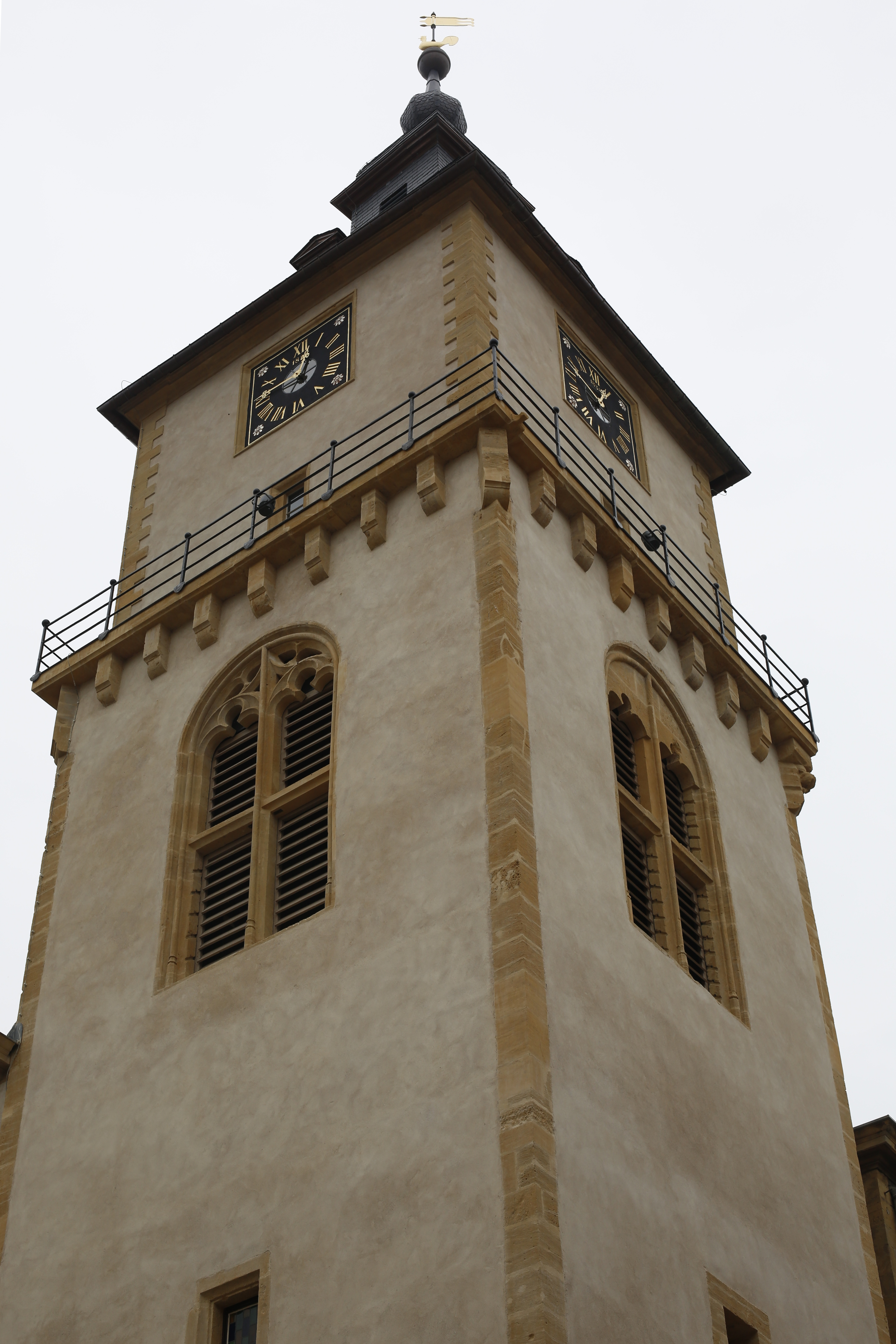
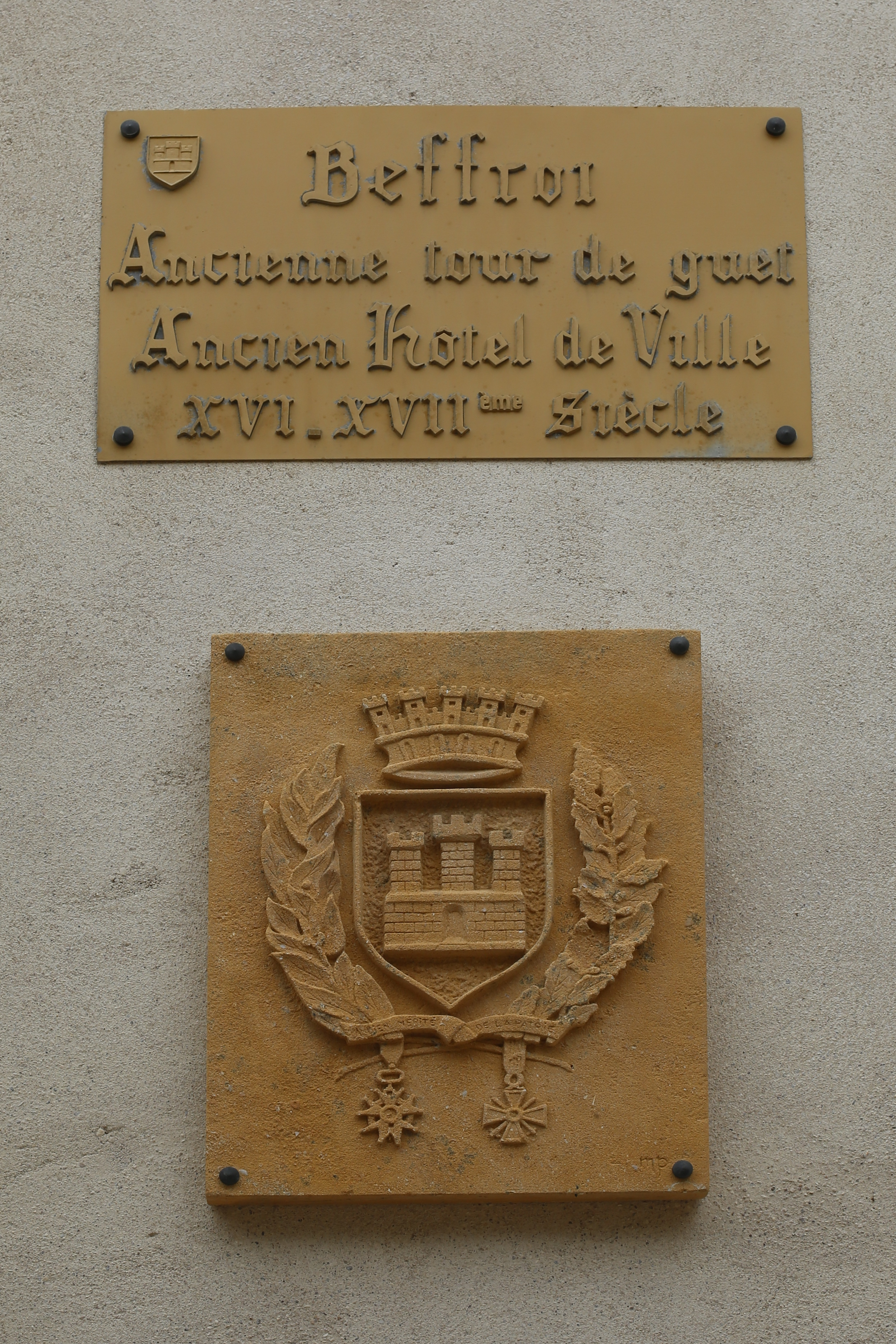
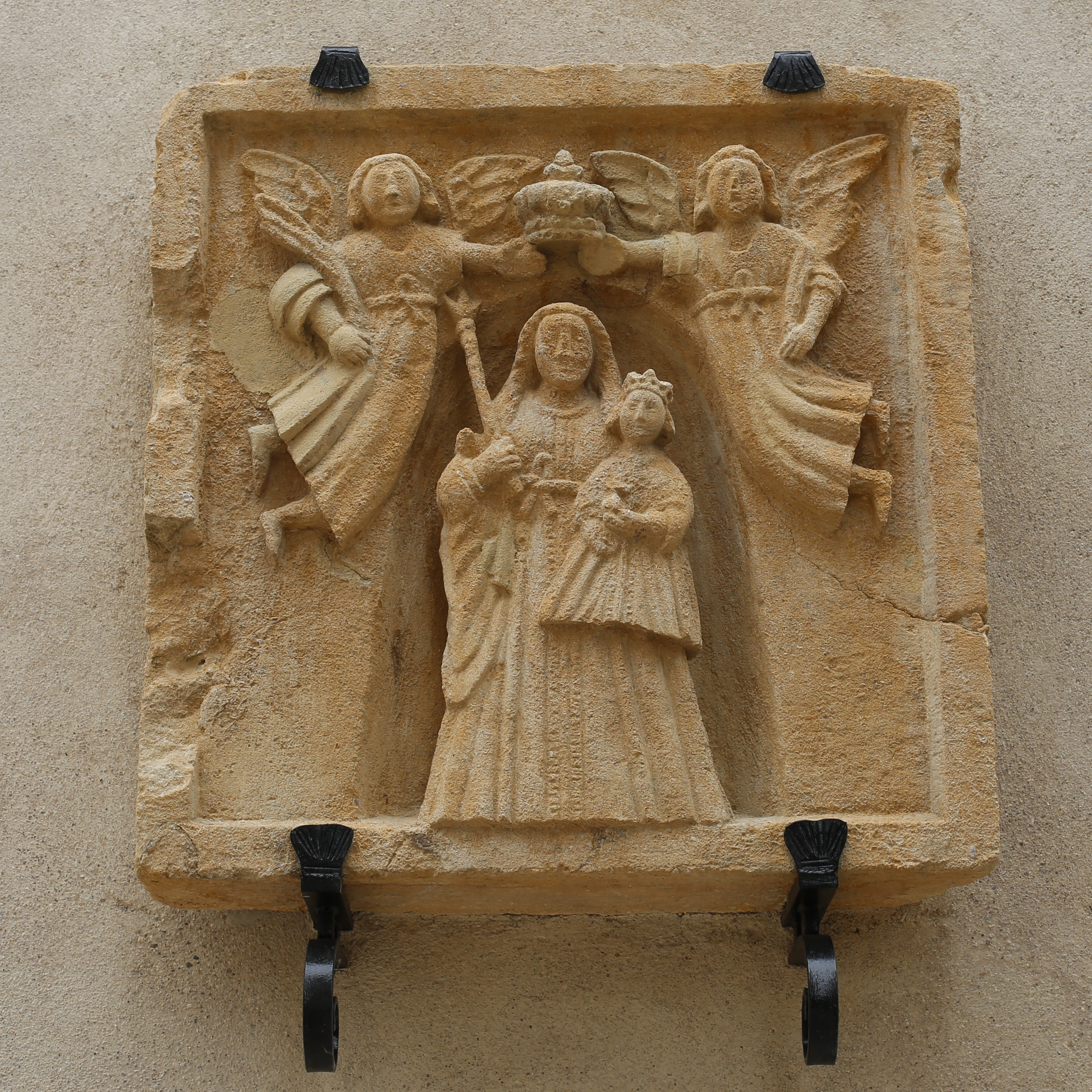